# Le Grand-Lemps
Le Grand-Lemps is een gemeente in het Franse departement Isère (regio Auvergne-Rhône-Alpes). De plaats maakt deel uit van het arrondissement La Tour-du-Pin. Le Grand-Lemps telde op 1 januari 2022 3.093 inwoners. 

## Geografie
De oppervlakte van Le Grand-Lemps bedroeg op 1 januari 2022 12,9 vierkante kilometer; de bevolkingsdichtheid was toen 239,8 inwoners per km².

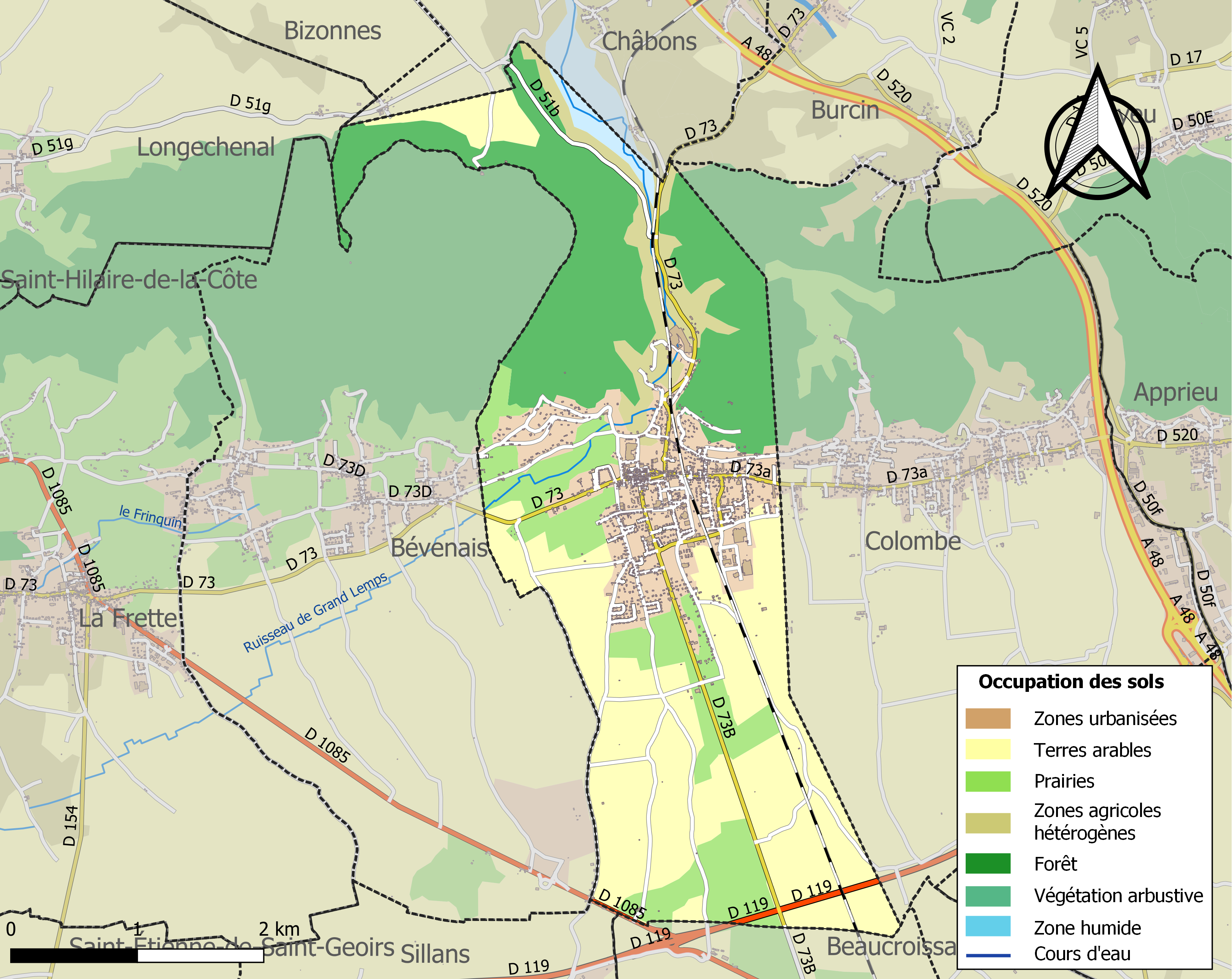
Kaart van de gemeente met de belangrijkste infrastructuur, bodemgebruik en omliggende gemeenten

## Demografie
Onderstaande figuur toont het verloop van het inwonertal (bron: INSEE-tellingen).